# Mérges, Győr-Moson-Sopron
Mérges  este un sat în districtul Tét, județul Győr-Moson-Sopron, Ungaria, având o populație de 85 de locuitori (2011). 

## Demografie
Componența etnică a satului Mérges
     Maghiari (100%)
Componența confesională a satului Mérges
     Luterani (49,41%)
     Romano-catolici (24,71%)
     Reformați (5,88%)
     Fără religie (3,53%)
     Necunoscută (16,47%)
     Alte religii (4,71%)
Conform recensământului din 2011, satul Mérges avea 85 de locuitori. Din punct de vedere etnic, majoritatea locuitorilor (100,0%) erau maghiari. Nu există o religie majoritară, locuitorii fiind luterani (49,41%), romano-catolici (24,71%), reformați (5,88%) și persoane fără religie (3,53%). Pentru 16,47% din locuitori nu este cunoscută apartenența confesională.